# Khaan
Khaan (Khaan mckennai) – pierzasty dinozaur z rodziny owiraptorów (Oviraptoridae). Były to stosunkowo niewielkie zwierzęta o masie ok. 11 kg i długości nieco ponad metra z czaszką długości ok. 11–13 cm.
Żył w epoce późnej kredy (ok. 75-71 mln lat temu) na terenach centralnej Azji. Jego szczątki znaleziono między innymi w Mongolii.

Szacowany rozmiar